# St. Ulrich (Braidbach)

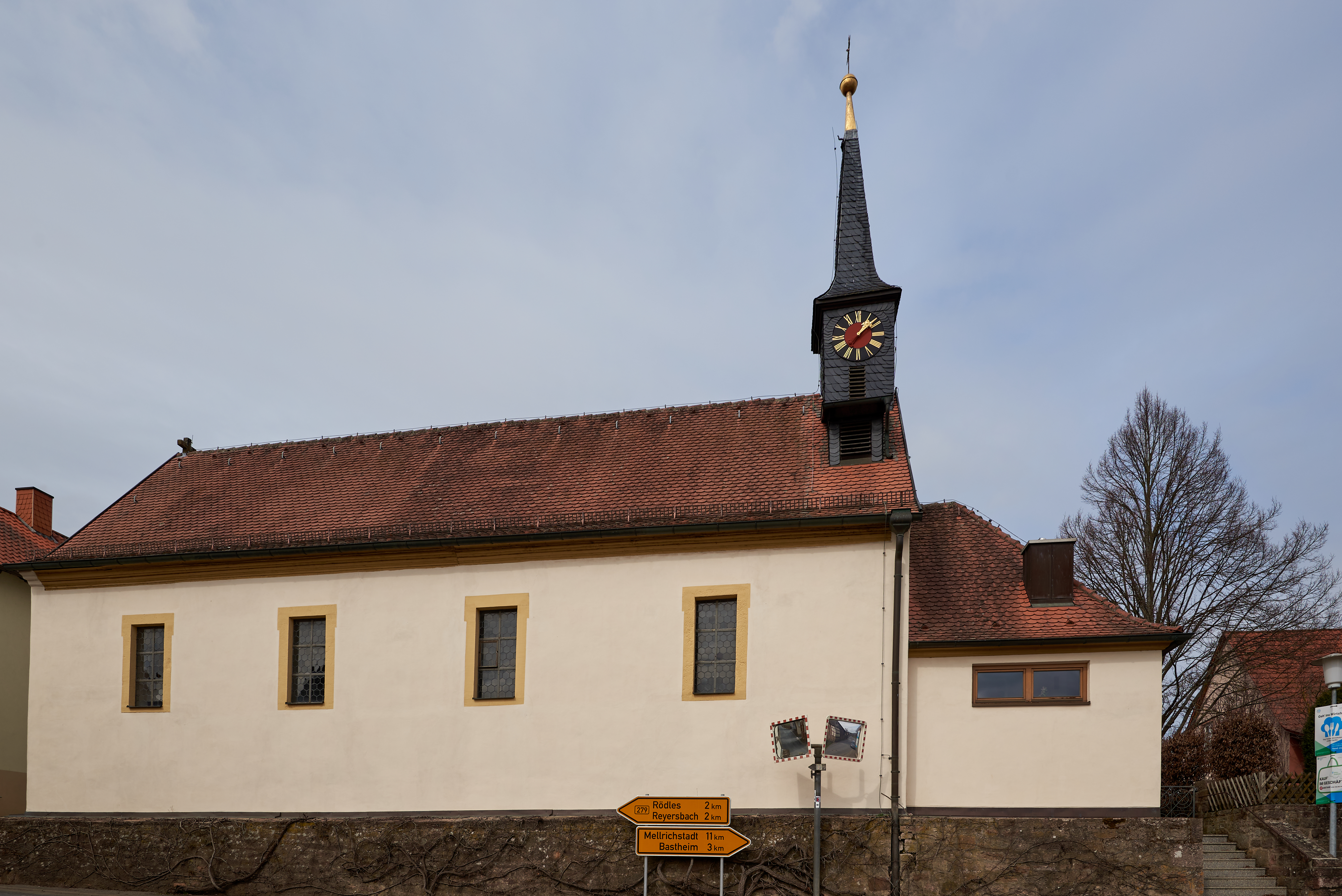
St. Ulrich Braidbach

Die römisch-katholische Kuratiekirche St. Ulrich ist die Dorfkirche des bayerischen Braidbach, eines Gemeindeteils der Gemeinde Bastheim im unterfränkischen Landkreis Rhön-Grabfeld. Sie gehört zu den Baudenkmälern in Bastheim und ist unter der Nummer D-6-73-116-18 in der Bayerischen Denkmalliste registriert. Braidbach ist ein Teil der Pfarreiengemeinschaft Besengau.
Die Kirche ist dem heiligen Ulrich von Augsburg geweiht.

## Geschichte
Braidbach wurde vom Kloster Wechterswinkel kirchlich betreut. Bereits im Jahr 1577 wurde der Altar der Kirche geweiht. Nach der Auflösung des Klosters Wechterswinkel wurde die Schutzmantelmadonna in der Kirche, ein in der Zeit um 1590/1600 entstandenes Holzrelief, zum beliebten Wallfahrtsziel und zum Vorbild für zahlreiche Bildstöcke in der Braidbacher Umgebung. Bei einer Vergrößerung im Jahr 1715 entstand die heutige Kirche.
Im Jahr 1999 wurde sie zum bisher letzten Mal innen renoviert.

## Beschreibung und Ausstattung
Die Kirche ist ein Saalbau mit Dachreiter. Sie beherbergt die einzige erhaltene Orgel von Michael Katzenberger aus dem Jahr 1853. In der Mitte des Hochaltars befindet sich die Schutzmantelmadonna. 